# Johan Henrik Thomander
Johan Henrik Thomander, né le 16 juin 1798 à Fjälkinge, dans la commune de Kristianstad et mort le 9 juillet 1865 à Lund, est un évêque, professeur, écrivain et traducteur suédois.